# Піт Вентц
Пітер Льюїс Кінгстон Вентц-Вей III (англ. Peter Lewis Kingston Wentz III, нар. 5 червня 1979) — американський музикант. Басист і автор пісень рок-гурту Fall Out Boy. Піт також створив групу Black Cards, яка грає в стилі електро-поп. Він власник компанії звукозапису Decaydance Records, яка записувала такі групи, як Panic! at the Disco і Gym Class Heroes.
Окрім музичної кар'єри Піт Вентц займається іншими проектами: стражданням за Майкі Веєм, написанням книг, модою, акторською майстерністю. В 2005 році він організував компанію Clandestine Industries, що займається виданням одягу, книг і іншого товару. Окрім того, він є власником і засновником бару Angels & Kings. Займається благочинністю.

## Ранні роки
Піт Вентц народився і виріс в Уілміті, передмісті Чикаго. Його мати — Дейл — репетитор у вищій школі, а батько — Піт Вентц II — адвокат. У школі Піт був відмінним футбольним гравцем і входив до складу шкільної футбольної команди. Планував зайнятися професійною спортивною кар'єрою, але вирішив, що музична кар'єра більш підходяща. Піт говорить, що "завжди відчував магічний зв'язок з м'ячем. Але це не давало відчуття подорожей. Музика була більш складним завданням, та й більш цікавою. "
На першому році середньої школи Піт часто пропускав заняття і шкільний психолог переконав його батьків відправити його в літній виправний табір. Саме в той час Вентц почав писати пісні, в них він знаходив спосіб висловити своє розчарування. Він так само почав брати уроки фортепіано і слідувати стилю Straight edge. Після закінчення середньої школи в 1997 році, Піт вступив до університету ДеПауля в Чикаго на спеціальність політологія, однак кинув навчання на першому курсі, повністю зосередившись на музичній кар'єрі.

## Кар'єра
Піт був активним учасників хардкор-панківської життя Чикаго і був в складі декількох груп в ранніх 90-х. Серед них: First Born, Extinction, Arma Angelus, фронтменом Rise Against), Yellow Road Priest і Racetraitor.
Вентц і басист Arma Angelus Джо Троман заснували поп-панк групу Fall Out Boy, і Троман познайомив Піта з Патріком Стампом. Енді Херлі погодився грати на барабанах у вільний час, а пізніше — і на повний день.

 У 2004 році Arma Angelus, де Піт був вокалістом, виступили в останній раз.

## Fall Out Boy
У 2002 році Fall Out Boy випустили EP під назвою «Fall Out Boy/Project Rocket Split EP». І незабаром після цього — міні-LP «Fall Out Boy's Evening Out with Your Girlfriend» на лейблі повстання Records. Пізніше цей альбом пройде ремастерінг і буде випущений вже після третього альбому Fall Out Boy на більш великому лейблі Island Records.

 У 2003 році група випустила свій перший повноцінний альбом «Take This to Your Grave».

 Пізніше в цьому ж році Fall Out Boy уклали контракт з Island Records і в 2004 році випустили акустичний EP і DVD «My Heart Will Always Be the B-Side to My Tongu».

 У 2005 році група презентувала свій третій альбом «From Under the Cork Tree». Піт написав текст до пісні «Sugar, We're Goin Down» зі своїм батьком у Чикаго (пісня займе восьме місце в Billboard Hot 100). Пісня протрималася місяць в Топ-50 в Hot 100, п'ять тижнів в топі-10 і чотирнадцять тижнів у топ-20.

 Дебютний альбом гурту двічі ставав платиновим за рішенням Американської асоціації звукозаписних компаній, так само як і «Sugar, We're Goin Down».

 У 2007 році Fall Out Boy випускають четвертий альбом «Infinity On High», який вийшов на перше місце в Billboard 200 з обсягом продажів 260 тис.

 13 грудня 2008 року було випущено п'ятий студійний альбом «Folie à Deux» і зайняв восьме місце в Billboard 200.

20 листопада 2009 учасники групи заявили, що йдуть у безстрокову відпустку, пояснюючи це тим, що не впевнені в майбутньому групи. Сам Піт заявив, що для нього головною причиною є думка, що його ім'я і одруження на Ешлі Сімпсон стали перешкодою для групи. «Я думаю, що світові потрібно трохи менше Піта Вентца», — додав він.

## Black Cards
В даний час Піт Вентц займається своїм новим музичним проектом -Електро-поп групою Black Cards. У липні 2010 він розмістив два уривки з пісень «Club Called Heaven» и «Beating in my Chest» на офіційному сайті. Вентц заявив, що коли він проводив час зі своєю сім'єю, він черпав натхнення з ямайського реггі, з пісень «Two Sevens Clash» Culture и «Warriors» The Gladiators. Потім Піт зв'язався з продюсером Семом Холлендером (Gym Class Heroes, Cobra Starship, Hey Monday) і запропонував йому ідею змішення ска, реггі і танцювальної музики з британським роком та попом 80-х для створення нового експериментального звуку. Піт вирішив не намагатися замінити Патріка і почав співпрацювати з вокалісткою — непрофесійною співачкою Bebe Rexha.

## Особисте життя
17 травня 2008 Піт Вентц одружився з Ешлі Сімпсон. А 20 листопада того ж року у них народився хлопчик, якого назвали Бронкс Мауглі Вентц (англ. Bronx Mowgli Wentz). 9 лютого 2011 Ешлі Сімпсон подала на розлучення.

## Цікаві факти
- Піт — вегетаріанець, з'являвся на третій щорічній церемонії нагородження «найсексуальніший вегетаріанець» за версією PETA.
- Має 37 татуювань.
- Знявся в кліпі «All I Want» групи A Day To Remember.
- Був ведучим на MTV Europe Music Awards 2009
- Вентц — хазяїн англійського бульдога на кличку Хемінгуей.